# Roger Scott (fotograf)
Roger Scott (* 1944)  je australský sociální dokumentární fotograf a fotografický tiskař.

## Životopis
V prosinci 2001 Scott publikoval retrospektivu své práce, Roger Scott: From the Street (Z ulice), s předmluvou Gaela Newtona, hlavního kurátora fotografie v Australské národní galerii. Kromě 139 Scottových fotografií kniha obsahovala esej Roberta McFarlanea, australského fotografa a fotografického kritika. Ve své eseji McFarlane navrhl, že Scottovy fotografie „jsou v rámci australské fotografie jedinečné. Intimity, které zaznamenává v životech svých subjektů, ukazují, že Roger Scott není dalším puristickým učedníkem Cartier-Bressonovy důstojné zásady rozhodujícího okamžiku, ale představuje nový druh okamžiku v australské dokumentární fotografii – neodvolatelný okamžik.“
Scottova práce byla zařazena do skupinové retrospektivní výstavy Candid Camera: Australian Photography 1950–1970 v Jihoaustralské umělecké galerii (2010).

## Publikace
- Scott, Roger. Roger Scott: From the Street. Neutral Bay, NSW: Chapter and Verse, 2001. ISBN 0-947322-24-8.